# Mistrzostwa Afryki w Judo 2019
Mistrzostwa Afryki w judo rozegrano w Kapsztadzie w RPA w dniach 25–28 kwietnia 2019 roku.

## Klasyfikacja medalowa
Gospodarz zawodów został zaznaczony kolorem.
| Miejsce | Państwo                  |    |    |    | Razem |
| ------- | ------------------------ | -- | -- | -- | ----- |
| 1       | Algieria                 | 4  | 4  | 5  | 13    |
| 2       | Tunezja                  | 4  | 1  | 3  | 8     |
| 3       | Egipt                    | 3  | 3  | 4  | 10    |
| 4       | Południowa Afryka        | 1  | 1  | 1  | 3     |
| 5       | Senegal                  | 1  | 0  | 1  | 2     |
| .       | Gwinea Bissau            | 1  | 0  | 1  | 2     |
| 7       | Maroko                   | 0  | 3  | 2  | 5     |
| 8       | Kamerun                  | 0  | 2  | 3  | 5     |
| 9       | Angola                   | 0  | 0  | 1  | 1     |
| .       | Czad                     | 0  | 0  | 1  | 1     |
| .       | Wybrzeże Kości Słoniowej | 0  | 0  | 1  | 1     |
| .       | Gabon                    | 0  | 0  | 1  | 1     |
| .       | Gambia                   | 0  | 0  | 1  | 1     |
| .       | Mauritius                | 0  | 0  | 1  | 1     |
| .       | Seszele                  | 0  | 0  | 1  | 1     |
| .       | Dżibuti                  | 0  | 0  | 1  | 1     |
| Razem   | Razem                    | 14 | 14 | 28 | 56    |

## Wyniki[2]

### Mężczyźni
| Waga    | Złoto:               | Srebro:                 | Brąz:                             |
| -60 kg  | Fraj Dhouibi         | Bernadin Tsala Tsala    | Salim Rebahi Younes Saddiki       |
| -66 kg  | Mohamed Abdelmawgoud | Imad Bassou             | Diogo César Ahmad Abd ar-Rahman   |
| -73 kg  | Fathi Nurin          | Mohamed Mohyeldin       | Aden-Alexandre Houssein Faye Njie |
| -81 kg  | Mohamed Abdelaal     | Abdelaziz Ben Ammar     | Abdelrahman Mohamed Achraf Moutii |
| -90 kg  | Hatem Abd el Akher   | Abderrahmane Benamadi   | Abderahmane Diao Oussama Snoussi  |
| -100 kg | Iljas Bu Jakub       | Ramadan Darwish         | Dominic Dugasse Seidou Nji Mouluh |
| +100 kg | Mbagnick Ndiaye      | Mohamed Sofiane Belreka | Ahmed Wahid Mohamed El Mehdi Lili |

### Kobiety
| Waga   | Złoto:              | Srebro:           | Brąz:                                   |
| -48 kg | Geronay Whitebooi   | Hadjer Mecerrem   | Oumaima Bedioui Priscilla Morand        |
| -52 kg | Taciana Cesar       | Soumiya Iraoui    | Salimata Fofana Meriem Moussa           |
| -57 kg | Ghofran Khelifi     | Lamiaa Alzenan    | Diassonema Mucungui Yamina Halata       |
| -63 kg | Amina Belkadi       | Sofia Belattar    | Jasmine Martin Hélène Wezeu Dombeu      |
| -70 kg | Nihel Landolsi      | Souad Bellakehal  | Ayuk Otay Arrey Sophina Demos Memneloum |
| -78 kg | Kaouthar Ouallal    | Unelle Snyman     | Sarah Myriam Mazouz Sarra Mzougui       |
| +78 kg | Nihel Cheikh Rouhou | Hortence Atangana | Sonia Asselah Kariman Shafik            |